# Публіцистика
Публіци́стика (від лат. publicum  — «громадськість») — напрям літературної і журналістської творчості, який дієво досліджує, узагальнює і трактує з власного погляду важливі суспільно-політичні питання та інші виклики суспільства, з метою впливу на суспільну думку та існуючі політичні інститути, використовуючи при цьому засоби логічного мислення та емоційного впливу.
Від суто наукового твору публіцистичний відрізняється наявністю авторської оцінки явищ (подекуди суб'єктивної) та спонуканням до висновків на майбутнє.

## Призначення публіцистики

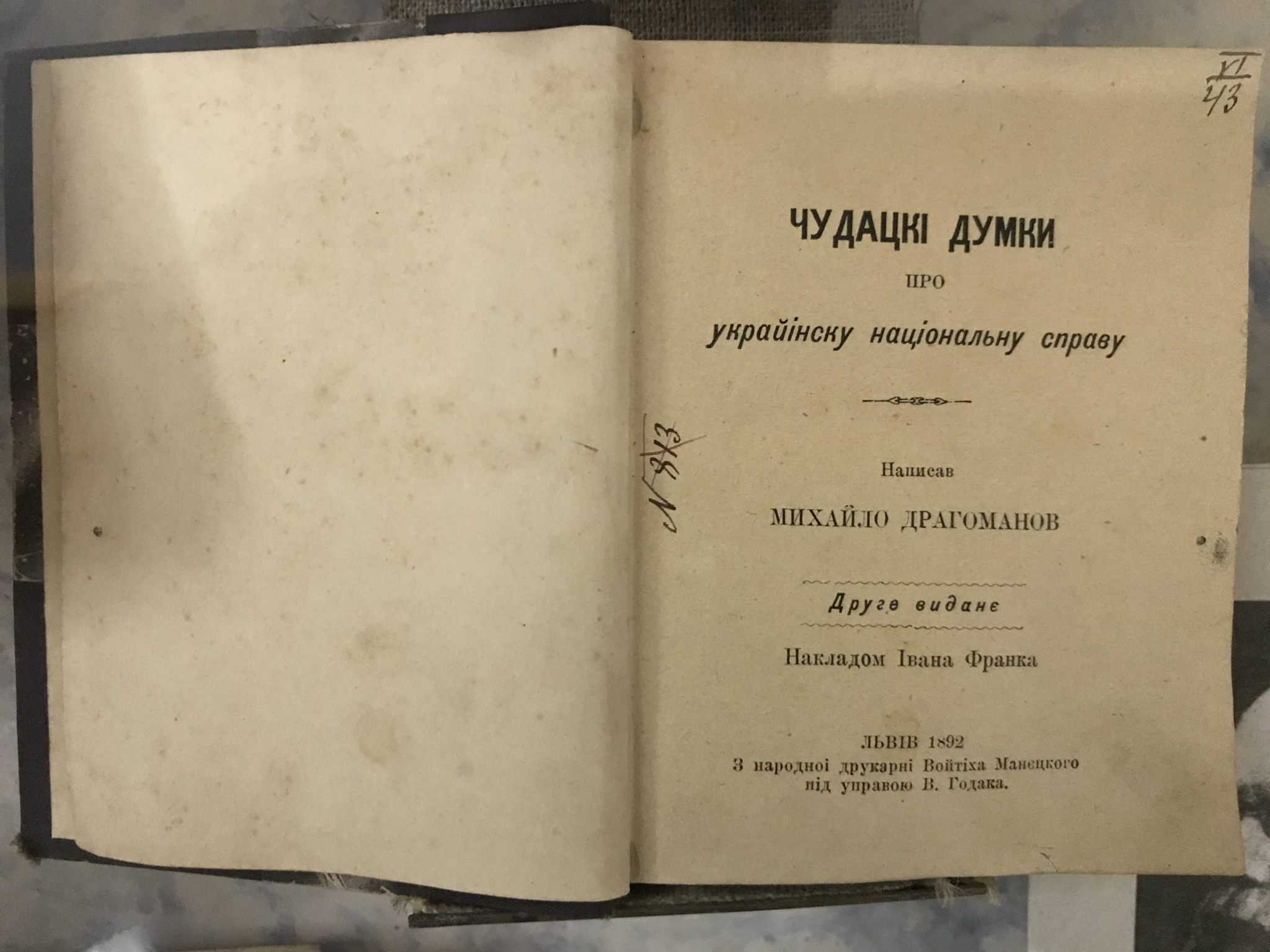
Михайло Драгоманов, «Чудацькі думки про українську національну справу».

У публіцистики є два основних призначення:
- утворювати громадську думку;

- викликати прагнення зміни або навпаки збереження дійсного суспільного ладу.

Публіцист не просто описує чи поєднує дані, повідомляє про сучасні виклики — він роз'яснює й переконує, обговорює й викриває, закликає до дії, підштовхує до певного рішення. У публіцистичних творах з'єднуються мовно-образні особливості наукового дослідження і ораторського мовлення, невимушена жвавість розмовної говірки і чітка впорядкованість літературної мови.[1]
Важливою властивістю сучасної публіцистики є її науковість. «Сплав» науки і публіцистики виражається в прагненні журналістів всебічно осмислити підняте питання, дати зважену й точну оцінку висвітленому явищу, довести до кожного отримувача свою правоту, переконати його не безпідставними доказами, а цифрами, точними даними, логічними підтвердженнями, посиланнями на першоджерела. Поважне і глибоке дослідження суспільних непорозумінь, викликів свіжість думки і слова, достовірність — ось ознаки, які дозволяють говорити сьогодні про публіцистику як різновид ледь не наукової діяльності.

## Напрями публіцистики
До публіцистичних жанрів належать: есе, нарис, замальовка, фейлетон, памфлет, гумореска, байка, пародія, хроніка, портрет.